# Крат Володимир Олексійович
Володимир Олексійович Крат (рос. Владимир Алексеевич Крат; 21 липня 1911 — 2 червня 1983) — радянський астроном, член-кореспондент АН СРСР (1972).

## Життєпис
Народився в Симбірську (нині Ульяновськ). У 1932 закінчив Казанський університет. З 1938 працював у Пулковській обсерваторії, завідував відділом фізики Сонця (у 1964—1979 — директор обсерваторії).
Основні наукові роботи відносяться до фізики Сонця, змінних зірок і космогонії. Був ініціатором проведення в СРСР астрономічних досліджень за допомогою телескопів, що піднімаються на балонах в атмосферу, керував створенням першої радянської стратосферної обсерваторії. Виконав ряд робіт з вивчення фігур рівноваги компонентів тісних подвійних зірок (1937). Досліджував потемніння до краю дисків зірок за спостереженнями затемнюваних змінних; запропонував метод визначення коефіцієнта потемніння на підставі аналізу кривої блиску. У 1944 розробив детальну класифікацію затемнюваних змінних. У 1958 розвинув уявлення про хромосферу як про утворення, що складається з гарячих і холодних волокон типу протуберанців. Знайшов (1960, 1963), що хромосферної факели, які спостерігаються в лініях H і K кальцію, розташовані в нижній хромосфері (на висоті від 0 до 1000 км) і являють собою обмежені по висоті вкраплення гарячішого газу в шарі газу з кінетичною температурою не вище 5000 K. За даними затемнення 1945 встановив, що розподіл енергії в безперервному спектрі корони ідентичний розподілу енергії в спектрі центру сонячного диска. Ще в 1935 запропонував гіпотезу про обмеженість Метагалактики і про існування поза нею інших космічних систем. Відповідно до цієї гіпотези розширенню Метагалактики передувало її стиснення, викликане утворенням згущень.
Автор книг «Проблеми рівноваги тісних подвійних зірок» (1937), «Фігури рівноваги небесних тіл» (1950).
Іменем Крата названа мала планета (3036 Krat), відкрита Г. М. Неуйміним 11 жовтня 1937 року в Сімеїзькій обсерваторії .